# アタシんちの男子
『アタシんちの男子』（アタシんちのだんし）は、2009年4月14日から6月23日までフジテレビ系列で毎週火曜日21:00 - 21:54（JST）に放送されていた日本のテレビドラマ。ハイビジョン制作。初回は10分延長。略称『アタ男』。2009年10月23日にDVD-BOXが発売された。

## 概要
主演の堀北真希が初めてのホームレス役に挑む。また、6人の血のつながらない兄弟の長男には要潤、次男には岡田義徳、三男には向井理、四男には山本裕典、五男には瀬戸康史、そして六男には岡山智樹がそれぞれ抜擢された。
キャッチコピーは「家族以上、恋人未満!?」。

## あらすじ
峯田千里は1億円もの借金を抱えるホームレスの少女。千里のもとにある日、大手玩具メーカー社長・大蔵新造が現れ、借金を返す代わりに自分と結婚してほしいと言い出す。当てが無い千里は仕方なく結婚を承諾したが、1カ月後に新造は死亡する。大蔵家へ連れて来られた千里は、それぞれ個性的な新造の6人の養子たちと出会う。千里は3カ月間、新造の養子達と別宅「トリックハート城」で暮らすことになった。しかし、彼らは元から互いを家族と認めておらず自分勝手。継母・千里と一緒に暮らすことにも猛反発する。それでも、千里は持ち前のガッツで試練を乗り越え、家族としての絆を深めていく。

## キャスト

### 主人公
峯田 千里（みねた ちさと） - 堀北真希
昭和63年11月21日生まれの20歳。幼い頃に母親が病死し、失踪した父親によって、勝手に連帯保証人にされたことで、1億円もの借金を抱え、以来借金取りから逃れつつ、父親を探す日々を送るホームレスの少女。気が強くガサツで、喧嘩っ早く少々口も悪いが、根は素直で極めて不器用。幼少時から苦労が絶えなかっただけあって、人の痛みには敏感で面倒見が良く、非常に打たれ強い。たまに、とんでもないアイデアを思いつく。借金返済の条件として、新造と結婚するが、彼の死後、大蔵家の養子達と暮らすことになる。母親十か条をクリアしなければ、1億の借金を返さなければならないため、最初は嫌々やっていたが、時間が経つにつれ、6兄弟と絆を深めていき「家族」として大切に思うようになる。後に、実父は新造と判明、風とは異母兄妹になる。翔と両思いになる。

### 大蔵家
大蔵 風（おおくら ふう） - 要潤
長男。昭和53年8月7日生まれの30歳。無職。一見いい加減だが、しっかり者。絵画を売っているが、センスは無く、いつも女性に食べさせてもらっている。放浪癖があり、神出鬼没。幼少時から成績優秀で、ボクシングのライセンスなど50個以上の資格を持つ。15歳の時に新造の後継者として英才教育を受けるが、本人に後を継ぐ気は無い。口数は少ないが、的確な発言をすることもある。何かと千里を助けてくれる。実は新造の実子で、母親の頼みで養子扱いにされた（新造自身は「実の息子」として公表するつもりだったが、母親の意思を尊重した）。千里のことは呼び捨てで「千里」と呼んでいる。
    大蔵 猛（おおくら たける） - 岡田義徳
次男。昭和57年2月6日生まれの27歳。暴走族の割には年齢が高く、後輩から疎まれている。趣味はギャンブル。昼間はバイク便のアルバイトをしている。喧嘩っ早いが、実は弱い。見栄っ張りでうまい話に目が無く、たびたび事件に巻き込まれる。酒を飲むと腰が低くなる。普段は明るく馬鹿騒ぎをしているが、根は繊細で優しい。幼い頃、危篤となった母親の元に駆けつける途中、父親が事件を起こし刑務所に入れられたせいでいじめられていたこともあり、周りを信じられず本心を見せられなくなるが、本当は誰よりも人を信じたいと思っている。自称「奇跡を呼ぶ男」。翔とは仲が良かったが、彼が家出をしてからは、仲は悪くなる。千里のことは「ちびっ子」と呼んでいる。
    大蔵 翔（おおくら しょう） - 向井理
三男。昭和59年9月10日生まれの25歳。外見と話術でNo.1を誇るホスト（ただホストクラブを転々としている）。捨て子で、孤児院から10歳の時に新造に引き取られた。実はバツイチの子持ちで、18歳の時に交際していた咲が妊娠した際、新造にその子供を堕ろすように言われたことに怒り、家出をしてホストになった。普段は明るくノリがいいが、現実主義者で金への執着心が強い。猛とは仲が良かったが、家出後に関係が悪化。新造のことを嫌っていたが、事実を知らされ、新造に対しての人物像を改めた。また新造のことを「アイツ」と呼んでいたが、考えを改めてからは「親父」と呼ぶようになる。「大蔵省」とからかわれることが大嫌い。あるきっかけで、千里に思いを寄せるようになる。1回は事故でキスし、2回目は故意で千里にキスをする。
    大蔵 優（おおくら まさる） - 山本裕典
四男。昭和61年11月10日生まれの22歳。ファッション誌所属の人気カリスマモデル。初恋の時に、思いを寄せていた相手から酷い振られ方をしたトラウマが元で女性が苦手となり、当時の女性を見返すべくモデルになったらしい。幼いころに両親が火事で焼死しており、祖母に預けられたが、祖母も亡くなり、祖母の教え子だった新造の養子となる。一度は家族全員助かったが、自身が家の中に忘れてきたぬいぐるみを取りに行こうとして、助けに行った両親だけが死亡してしまったことを知り、深い罪悪感を持つようになるが、千里や兄弟たちの言葉を受ける。温厚そうだが、世間知らずで優柔不断かつ人見知り。その癖、自己中心的で友人もいない。あるきっかけで女性恐怖症を克服し、千里に思いを寄せるようになる。女性恐怖症を克服した際、「オネエキャラ卒業」と宣言し、アイシャドウもしなくなった。千里のことは「千里さん」と呼んでいる。
    大蔵 智（おおくら さとる） - 瀬戸康史（D-BOYS）
五男。平成4年3月1日生まれの17歳。高校生だが、学校には通っておらず、引きこもり。幼い頃は天才マジシャンと評判だったが、両親が脱税で逮捕されたため、世間から誹謗中傷を浴び、それ以来人間不信に陥る。千里並みに口が悪く、鬱屈かつ反抗的。いつも自室に引きこもっていたが、千里に背中を押してもらい、部屋から出られるようになる。さらには、外にも出られるようになり、マジシャンの腕と自信も取り戻した。千里に思いを寄せるようになり、他の兄弟などが千里と抱き合ったりすると、とても嫌がり殴るなど、攻撃的な一面もある。運動音痴である。当初は千里のことを「アイツ」と呼んでいたが、時々「千里さん」と呼ぶようになる。
    大蔵 明（おおくら あきら） - 岡山智樹
六男。平成8年12月5日生まれの12歳。中学生。生まれた時から父親がいなく、5歳の時に育児ノイローゼになった母親に捨てられ、母親を餓死寸前になりながらも探している時に、新造に引き取られた。頭脳明晰で株をしているが、合理主義者で兄達を見下す生意気な性格。「周りとのレベルが違いすぎる」という理由で、学校にはあまり行きたがらないが、実際は自身の尊大な態度が元でいじめの標的にされているため。後継者としての英才教育のレベルの高さについていけず、止めてしまう。
大蔵 新造（おおくら しんぞう） - 草刈正雄（特別出演）
大蔵家当主。昭和25年7月21日生まれの58歳。玩具会社「ミラクル」の社長。後継者探しの為に、風達を養子とするが、性格が合わず、彼達からは父親として認められなかった。幼い頃、エジソンに憧れていた。変人で不器用だが、本当は非常に家族想い。最期を看取ってもらう妻をもらう為、千里の借金返済の代わりに彼女と結婚し、1カ月後に他界。

### 玩具メーカー・ミラクル
時田 修司（ときた しゅうじ） - 山本耕史
ミラクルの社員で新造の秘書。MIT卒業の高学歴。新造の死後、千里の世話係となる。彼女から信頼されており、相談事を持ちかけられる。穏やかでユーモアもあるが、強かな性格。新造の死後、千里を社長代理に推す。しかし、その後ミラクルの社長に就任。あるアトラクションの建設予定地をトリックハート城の場所に移し、取り壊すことにしたため、千里や兄弟たちと対立することになる。
小金井 響子（こがねい きょうこ） - 高島礼子
新造の顧問弁護士。謎に包まれた妖艶な美女。朴念仁だが、有能。神出鬼没で現れる。遺産相続の手続きで千里と知り合い、以来何かと彼女を気にかけている。六人の養子の中では、風と翔を狙っている。
岩本（いわもと） - 名高達男
三澤（みさわ） - 渡辺憲吉
奥寺（おくでら） - 児玉頼信
布施（ふせ） - 児玉頼信
遠山（とおやま） - 中村修
ミラクルの役員。

### ネットカフェ&親衛隊
国土 豊（こくど ゆたか） - つるの剛士
ネットカフェ店員。28歳。4年間千里に惚れ込んでおり、彼女の頼みは何でも聞く。典型的なオタクであり、オタク界の中では「国土が動けば山が動く」と言われるほど、絶大な支持を持つ。愛称「国土くん」。修行に出た井上さんの代理で、トリックハート城のメイドをしていた。
真島 平次（まじま へいじ） - 永山絢斗
ネットカフェ新人店員。18歳。千里に一目惚れし、積極的にアプローチをするが、全く相手にされない。何事もツボに入ると、とことんハマってしまうタイプ。
ネットカフェ店員 - 松崎由香、大須賀王子、末広透
南沢（みなみさわ） - 渡辺敬介（ぼれろ）
千里親衛隊。
中尾（なかお） - 高橋光臣
千里親衛隊。
西郷（さいごう） - なすび
千里親衛隊。
ブリトニー - 浜田ブリトニー
優のファン。
宇津井（うつい） - 岩見よしまさ（飛石連休）
千里親衛隊。

### トリックハート城
井上さん - 江口のりこ
「トリックハート城」のメイド。監視カメラ代わりで絵に隠れており、「歩く監視カメラ」の異名を持つ。6兄弟からは気に入られているが、インドネシア語しか書けない。腕っ節が強いが、腕相撲はスキありで千里に負けたため、リベンジをすべく修行に出ていた。自分のことは「井上さん」と呼んでいる。
みらくるんの声、トリックハート城の音声認識センサーの声 - 〆野潤子
萬菜庵の店主 - 長友光弘（響）
トリックハート城の近くにある定食屋。5人兄弟。

### 猛関連
菊池 一輝（きくち かずき） - ベンガル
猛の実父。警官を殺した罪で刑務所に服役していた。
突進部隊スマイリースマイリーの社長 - 芝崎昇
猛が働くバイク便の社長。

### 翔関連
大蔵 力（おおくら りき） - 丸山歩夢
翔の息子。5月1日生まれの6歳。最初は翔のもとにいたが、ある事件をきっかけに咲が引き取る。
咲（さき） - 浅見れいな
翔の元妻で力の母親。

### 優関連
轟（とどろき） - 中西良太
優のマネージャー。
優の付き人 - 田中護

### その他の出演者
峯田 徹（みねた とおる） - 鶴見辰吾
千里の父。ギャンブル狂で、勝手に千里を借金の連帯保証人にして失踪するが、再び姿を現すようになる。ちょっとした発言で、千里の神経を逆撫ですることもしばしば。千里の母が病気になる前は真面目だったらしい。
田辺 義男（たなべ よしお） - 田山涼成
農家のおじさん。千里と仲がいい。新造とは大学時代からの友人。

### ゲスト
第1話
- 大山 - 吉家章人

千里から借金を取り立てるチンピラ。
- 小林 - 神尾佑

大山の部下のチンピラ。
- ホームレス - 阿南敦子（第5話にも出演）
- ホストクラブ店長 - 児玉貴志

翔が辞めたホストクラブの店長。
- 清香 - あじゃ
- 結衣 - 小松涼子
- 春菜 - 黒木真耶
- 瑠奈 - 植田ゆう希
- 菜摘 - 大浦理美恵
- 美緒 - 塚原麻美

風の女たち。
- 優のファン - 浦ちあき、岡村多加江、高橋慶子（第3話にも出演）
- オカマバーの店長 - 山崎崇史
- シャワー室の女性 - 桜木凛、早乙女ルイ、ゆりあ
- 白バイ隊員 - 横江泰宣、水上雅人
- 絵画教室の生徒 - 伊藤幸純

第2話
- 五十嵐 - 林和義

五十嵐組の組長。
- 白川こずえ - 藤倉みのり

五十嵐の女。
- ホストクラブ店長 - 菊間秋彦

翔が働くホストクラブの店長。
- 岸田 - 糟谷健二
- 小倉 - 中家佑樹

同級生の明をいじめる。
- 明の同級生 - 武田昇悟

岸田や小倉と明をいじめる。
- 五十嵐組組員 - 七枝実、武井秀哲、坪谷隆寛
- 刑事 - 松原正隆
- 風の女 - 南つかさ

第3話
- 吉田 真央 - 小野真弓

智の担任に成り済ましていた窃盗犯。
- 吉田 伊代 - 田辺愛美

智の高校の担任。
- 小学生時代の優（回想） - 渡部駿太
- 中学生時代の真央（回想） - 松尾薫
- 中学生時代の真央の友人（回想） - 櫻木麻衣羅
- 警察官 - 堀越富三郎、西本竜樹
- カメラマン - 古本新乃輔

優を撮影したカメラマン。
第4話
- 咲の部屋に居た男性 - 滝直希
- 猛の後輩 - 山口賢貴、高濱正朋、一ノ瀬将太
- 西岡 太郎 - JUN S.

元猛の後輩で、リトルギャングミュージックのマネージャー。
- 警備員 - 佐藤壱兵
- 受付の女性 - 染谷夏子、小野村麻郁

第5話
- ホームレス - やべけんじ、勢堂公大、佐藤貢三、五頭岳夫、六八茂、石田陽介
- おばあちゃん - 関えつ子
- キャバクラ店長 - かなやす慶行

千里が面接を受けようとしたキャバクラの店長。
- 役所の職員 - 浦崎宏

ホームレスの強制撤去にやってくる。
- ディレクター - 犬飼淳治

優の出演したテレビ番組のディレクター。
- 女性タレント - 橘麗美

テレビ番組で優とデートをする。第6話にも風の女として出演。
第6話
- 冴子 - 安藤なつ
- 芽衣 - 初音ひさみ
- チーコ - レイザーラモンHG

風の彼女と勝手に思いこんでいるゲイ、腹筋フェチ。
- 風の女 - ジャガー横田
- いじめられる少年 - 早川恭崇
- いじめる少年 - 新堀蓮、早川拓也、清水宏和
- 幼少の猛（回想） - 高橋宜亜（第9話にも出演）
- 猛をいじめていた少年（回想） - 市原尚弥、千濱汰一、原田海人
- SP - 島村勝、もてぎ弘二
- みらくるん2号の声 - 堀川りょう（最終話にも出演）

第7話
- 滝沢 舞 - 斎藤恵理

電話に出た明の母。
- 通りがかりの男性 - 小島康志

優の実家で起きた火事を知るおじさん。
- 司会者 - よろこんで佐藤

「ちびっこ歌自慢大会」の司会者。
- ストームリバーのメンバー - 菅原翔瑠、酒井星輝、伊藤哲太、今出川茜里、宍戸多聞、林青葉、横井茉玲

「ちびっこ歌自慢大会」に出場したキッズユニット。
- アームレスリング大会のレフリー - 木村孝蔵
- アームレスリング選手 - Charles J

修行に出た井上さんが倒した相手。
- 幼少時代の優（回想） - 中村圭佑

第8話
- 志村 友明 - 飯田基祐

翔の育った施設「ゆかりの園」の経営者。
- 電気代を集金に来た男性 - 田中登志哉
- 水道代を集金に来た男性 - 小林優介（響）
- ガス代を集金に来た男性 - 児島功一
- 関東中央新聞の集金に来た男性 - 塚原賢二
- 生命保険会社の女性 - 松葉祥子
- 牛乳屋の男性 - 水野智則
- 修理代を請求に来た左官屋 - 森里一大
- 幼少の翔（回想） - 小林三起
- 少年の翔（回想） - 川合拓也
- 刑事 - 山田洋、川渕良和
- ゆかりの園の女性 - 真下有紀

第9話
- 少年の猛（回想） - 小林達也

刑務所で一輝と接見している。
- 白バイ隊員（回想） - 山上賢冶

一輝に突き飛ばされて車に轢かれ亡くなった。
- 二郎 - 獣神サンダー・ライガー
- 三郎 - 後藤洋央紀
- 四郎 - 棚橋弘至
- 五郎 - 岡田かずちか

萬菜庵の店主の兄弟。
第10話
- 峯田 志保（回想） - 入野佳子

千里の母親。故人。
最終話
- 国土コンピュータ研究所員 - 奥田崇

## スタッフ
- 企画：立松嗣章（フジテレビ）
- 脚本：武藤将吾
- 音楽：井筒昭雄
- 音楽協力：フジパシフィック音楽出版
- プロデュース：森安彩（共同テレビ）
- 演出：松田秀知、佐藤源太（共同テレビ）、徳市敏之
- 制作：フジテレビ、共同テレビ

## 主題歌
- GIRL NEXT DOOR 「Infinity」（avex trax）
- 実はこの曲には6兄弟と主人公・千里の名前が歌詞に隠されている。

## 国際放送
| 国           | チャンネル                       | イベント名       | 放送期間                                   |
| ------------ | -------------------------------- | ---------------- | ------------------------------------------ |
| 中華民国     | 緯來日本台 東森綜合台 東森超視台 | 家有花樣男子X6   | 2010年1月11日 2019年8月27日 2019年10月14日 |
| シンガポール | 星和都會台                       | 家有花樣男子x6   | 2010年3月4日                               |
| 中国         | 星空衛視 上海電視台              | 我的花樣繼子     | 2011年7月19日 2019年9月26日                |
| 香港         | Now觀星台 Now劇集台              | 我的花樣繼子     | 2012年4月14日 2013年5月5日                 |
| 韓国         | KBS 2TV                          | 아따 맘마의 남자 | 2019年7月8日                               |
| タイ王国     | Channel 3                        | ฉนเป็นผู้ชาย        | 2019年8月7日                               |
| マカオ       | 澳門廣播電視澳門台               | 我的花樣繼子     | 2019年10月26日                             |

## 放送日程
| 各話                                                        | 放送日  | サブタイトル            | 演出     | 視聴率 | 備考     |
| ----------------------------------------------------------- | ------- | ----------------------- | -------- | ------ | -------- |
| 第1話                                                       | 4月14日 | ホームレス娘vs変人6兄弟 | 松田秀知 | 14.1%  | 10分枠大 |
| 第2話                                                       | 4月21日 | 男子のフェロモン        | 松田秀知 | 11.0%  | -        |
| 第3話                                                       | 4月28日 | 男子、恋にタメ息        | 佐藤源太 | 9.6%   | -        |
| 第4話                                                       | 5月05日 | ラブな誘拐大作戦        | 佐藤源太 | 9.4%   | -        |
| 第5話                                                       | 5月12日 | 長男とキス?!            | 松田秀知 | 12.3%  | -        |
| 第6話                                                       | 5月19日 | ママが恋人?!            | 佐藤源太 | 12.0%  | -        |
| 第7話                                                       | 5月26日 | 急接近にドキッ!         | 徳市敏之 | 9.5%   | -        |
| 第8話                                                       | 6月02日 | 節約で始まる恋!?        | 松田秀知 | 11.3%  | -        |
| 第9話                                                       | 6月09日 | さよなら奇跡の男        | 佐藤源太 | 10.4%  | -        |
| 第10話                                                      | 6月16日 | 驚きの真相              | 松田秀知 | 9.8%   | -        |
| 最終話                                                      | 6月23日 | 家族という宝物          | 松田秀知 | 10.4%  | -        |
| 平均視聴率・10.9%（視聴率は関東地区・ビデオリサーチ社調べ） |         |                         |          |        |          |

## 書誌情報
- 原作：武藤将吾、著者：水野美波 『アタシんちの男子』[注 1] 集英社 〈マーガレットコミックス〉、全1巻
  1. 2009年5月25日発売[2]、ISBN 978-4-08-846412-1
    - アタシんちの男子（『別冊マーガレット』2009年5月号 - 6月号）
    - アタシんちの男子 撮影現場レポート（描きおろし）
    - 拝啓 兄上様（『デラックスマーガレット』2008年5月号）
    - フレンド・ライフ（『デラックスマーガレット』2009年3月号）
    - そんな僕だけど（『デラックスマーガレット』2008年11月号）
    - 王子の恋模様（描きおろし）

## その他
- ドラマに登場するトリックハート城は、群馬県にあるロックハート城で撮影されたものである。
- 6兄弟役の俳優陣は2009年3月12日から3月17日までの6日間に長男役から毎日1人ずつ、番組ホームページ上で独占公開された。
- 堀北は『花ざかりの君たちへ〜イケメン♂パラダイス〜』以来1年9か月振りの同枠の主演である。
- 向井は前番組の『メイちゃんの執事』から2クール連続で同枠の出演となった。
- つるの剛士にとっては8年8か月振りの連続テレビドラマのレギュラー出演となった。
- 『別冊マーガレット』（集英社）2009年5・6月号に水野美波によるコミカライズが前後編で掲載された。
- 岡田は次男役であるが、実年齢では長男役の要よりも年上である。国土も要演じる長男の風よりも年下の設定だが、こちらも実年齢では国土を演じるつるのの方が年上である。
- 第1話では、ドラマ史上初となる飛行船内で撮影されたシーンがある。また公式サイトのトップページにある「移動する飛行船」をクリックすると、制作発表の映像が見られる。
- 視聴率は10.9%と火曜9時枠の前後の作品に比べ、1桁台を記録するなど苦戦を強いられた。